# メタル・マスター
『メタル・マスター』（Master of Puppets）は、アメリカのヘヴィメタルバンド・メタリカの3作目のアルバム。

## 解説
前作に続き、ラーズ・ウルリッヒの故郷であるデンマーク・コペンハーゲンにあるスウィート・サイレンス・スタジオにて行われた。
全米29位・全英41位を記録。彼らにとって初の全米トップ40入りを果たし、現在までに、アメリカだけでも600万枚以上の売り上げを記録している。また、ベーシストのクリフ・バートンが参加した最後のアルバムでもある。
『ローリング・ストーン誌が選ぶオールタイム・ベストアルバム500』(大規模なアンケートによる選出)に於いて、97位にランクイン。
発表から20年後の2006年、メタリカは本作をライヴで完全再現した。なお、「オライオン」がイントロも含めて完全な形で演奏されたのは、この時が初めてである。2006年8月のサマーソニックでも、同様の試みが行われ、大きな話題となった。
2016年3月23日、アメリカ議会図書館が「文化的、歴史的、芸術的に重要な録音物を保存すること」を目的に2000年から毎年行っている『全米録音資料登録簿』の2015年度作品に本作が登録された。

## 収録曲
1. バッテリー - Battery （James Hetfield, Lars Ulrich）
タイトルは野球用語から来ており、バンドを過小評価する評論家などへの怒りと、ファンとの絆、すなわちバッテリーがテーマ。
静かなアコースティックギターのイントロから突如としてアグレッシヴな演奏に切り替わる。
2. メタル・マスター - Master of Puppets （Kirk Hammett, Hetfield, Cliff Burton, Ulrich）
人間を操る薬物依存の恐怖を描いており、「鏡の上で朝食を刻む」という一節はコカインの使用を連想させる。
『ローリング・ストーン誌が選ぶオールタイム・グレイテスト・ギター・ソングス100』に於いて、33位にランクイン[3]。
3. ザ・シング - The Thing That Should Not Be （Hammett, Hetfield, Ulrich）
クトゥルー神話にインスパイアされた楽曲。
4. ウェルカム・ホーム（サニタリウム） - Welcome Home (Sanitarium) （Hammett, Hetfield, Ulrich）
映画『カッコーの巣の上で』にインスパイアされた楽曲。サニタリウム、つまり隔離病棟に入れられた精神病患者が描かれている。
この楽曲を発展させたのが、次回作『メタル・ジャスティス』の収録曲で、グラミー賞のベスト・メタル・パフォーマンス部門を受賞した「One」である。
5. ディスポーザブル・ヒーローズ - Disposable Heroes （Hammett, Hetfield, Ulrich）
タイトルを直訳すれば「使い捨ての英雄たち」。命令に盲従し、前線に駆り出される兵士を描いている。
6. リパー・メサイア - Leper Messiah （Hetfield, Ulrich）
カルト宗教とその教祖がテーマ。
7. オライオン - Orion （Hetfield, Burton, Ulrich）
クリフ・バートンのベースを主軸に据えたインストゥルメンタル。タイトルは星座の「オリオン座」からの命名。
8. ダメージ・インク - Damage, Inc. （Hammett, Hetfield, Burton, Ulrich）

## カバー
ドリーム・シアターは、ライブにおいて本作を丸ごとカヴァーし、マイク・ポートノイ主宰のレーベル『Ytse Jam Record』からオフィシャル・ブートレグ『Master of Puppets』として発売した。
イギリスのロック雑誌『ケラング!』は1102号（2006年4月5日発売）において、若手・中堅バンドによる本作のカヴァー・アルバム『Master Of Puppets:Remastered』を付録とした。マシーン・ヘッド、トリヴィアム、ブレット・フォー・マイ・ヴァレンタイン等が参加している。
リンプ・ビズキットは、ロック・アム・リングにてタイトル・ナンバーをカヴァーした。

## 演奏メンバー
- ジェイムズ・ヘットフィールド（ヴォーカル、ギター）
- カーク・ハメット（ギター）
- クリフ・バートン（ベース）
- ラーズ・ウルリッヒ（ドラムス）